# Matteuccia struthiopteris
Fougère allemande, Fougère autruche, Matteuccie fougère-à-l’autruche
Espèce
Statut de conservation UICN

 LC  : Préoccupation mineure
Matteuccia struthiopteris, connu sous le nom de Fougère allemande, de Fougère autruche, de Matteuccie fougère-à-l’autruche, fougère-à-l'autrucheou tête de violon, est une espèce de fougères de la famille des Dryoptéridacées qu'on rencontre dans les régions tempérées de l'hémisphère nord.

## Étymologie
Agostino Todaro a dédié le genre Matteuccia à Carlo Matteucci, neurophysiologiste italien. L'épithète spécifique struthiopteris dérive du grec ancien στρουθίων / strouthíōn, « autruche », et de πτερίς / pterís, « aile », pour indiquer la similitude de la fronde avec une aile d'autruche.

## Description

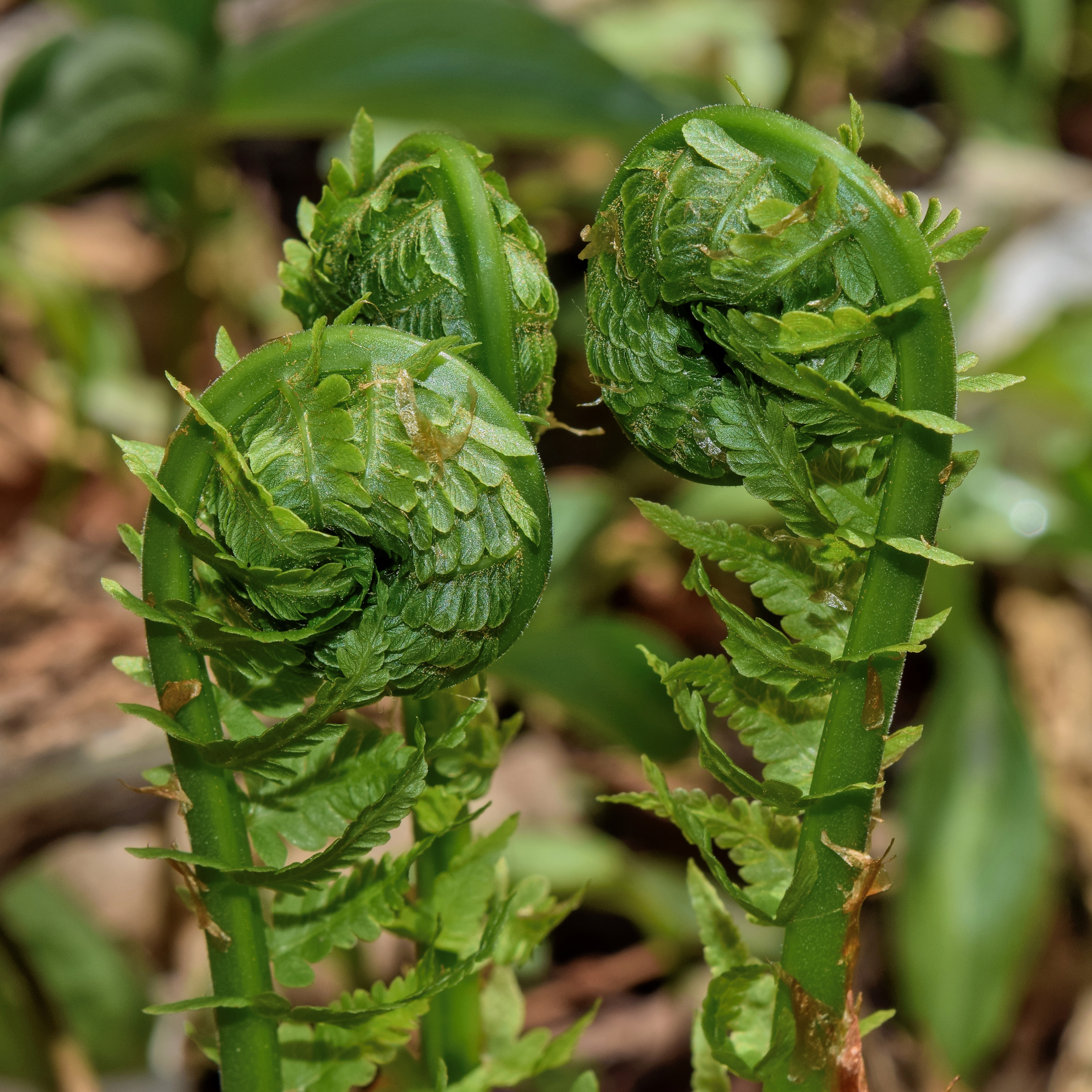
Crosses de Matteuccia struthiopteris.

La Matteuccie fougère-à-l’autruche est une plante herbacée vivace à rhizome pouvant atteindre une hauteur de 2 m. Les frondes dimorphes sont disposées en couronne. Comme les espèces du genre Onoclea, cette fougère émet des frondes stériles disparaissant l'hiver et des frondes fertiles subsistant jusqu'au printemps,.
Les frondes stériles, en forme de plumes d’autruche mesurant de 0,6 à 2 m de longueur et de 12 à 25 cm de largeur, sont oblancéolées. Elles se rétrécissent brusquement  à la base et elles entourent les frondes fertiles. La queue de la fronde a un profond sillon. Au printemps, les jeunes crosses de cette fougère portent des écailles dorées,.
Les frondes fertiles sont beaucoup plus courtes que les frondes stériles. Elles mesurent de 30 à 50 cm de longueur. Les frondes fertiles verdâtres deviennent brun foncé à maturité. Elles sont les seules à persister durant l’hiver,.

## Classification
Cette espèce reste classée, selon les différents index, dans trois familles différentes : Dryopteridaceae (W3-Tropicos, GRIN), Woodsiaceae (IPNI), Onocleaceae (?), et dans deux genres différents : Onoclea (W3-Tropicos et IPNI) et Matteuccia (GRIN), sans compter les multiples synonymes depuis abandonnés : Osmunda struthiopteris L. - 1753 ; Struthiopteris germanica Willd. - 1809 ...

### Liste de sous taxons, acceptées ou synonymes
Selon Tropicos (14 mars 2013) :
- Matteuccia struthiopteris subsp. pensylvanica (Willd.) Á. Löve & D. Löve
- Matteuccia struthiopteris subsp. sinuata (Thunb.) Á. Löve & D. Löve
- Matteuccia struthiopteris var. acutiloba Ching
- Matteuccia struthiopteris var. pensylvanica (Willd.) C.V. Morton
- Matteuccia struthiopteris var. pubescens (Terry) Clute
- Matteuccia struthiopteris var. struthiopteris
- Matteuccia struthiopteris f. pubescens (Terry) Clute

## Distribution
Cette espèce est répandue dans tout l'hémisphère nord tempéré :
- Asie tempérée : Russie, Chine, Japon
- Europe : Scandinavie, Europe centrale et du sud
- Amérique du Nord : Canada, États-Unis

## Statuts de protection, menaces
L'espèce n'est pas encore évaluée à l'échelle mondiale par l'UICN. En Europe elle est classée comme non préoccupante .
En France elle est considérée vulnérable (VU) par l'INPN, elle est évaluée vulnérable  en Alsace.

## Propriétés culinaires et médicinales
Les jeunes pousses sont consommées dans le nord-est de l’Amérique du Nord sous le nom de têtes-de-violon,.
Selon l'ethnobotaniste François Couplan, les crosses sont comestibles cuites ; au Japon, dites Kusasotetsu, elles sont mangées bouillies puis transformées en beignets (tempura) ou lentement cuites dans une sauce de soja.
Les jeunes crosses se cuisinent comme un légume vert et elles ont plusieurs facultés nutritives. On peut les faire sauter à la poêle, dans le beurre, ou même les cuisiner en salade. Il est fortement recommandé de faire bouillir les têtes de violon trois fois, en changeant l'eau à chaque cuisson, avant de les consommer, pour éviter les difficultés digestives.

### Récolte
Il est recommandé de cueillir pas plus du tiers des crosses sur une même couronne pour assurer la survie de l'espèce car en cueillir en trop grande quantité peut être néfaste pour les populations.

## Galerie d'images

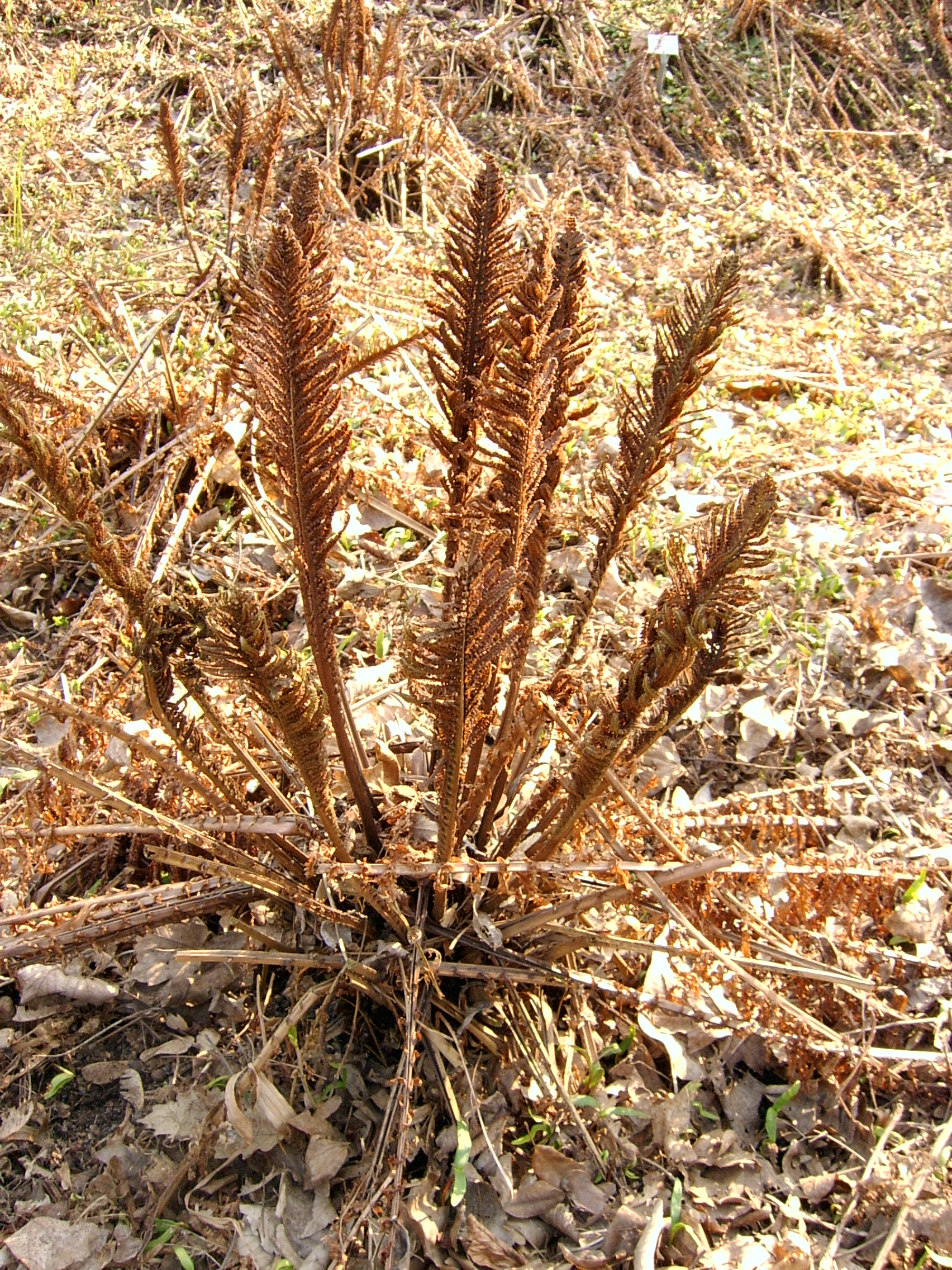
Frondes fertiles d'Onoclea struthiopteris en fin d'hiver.
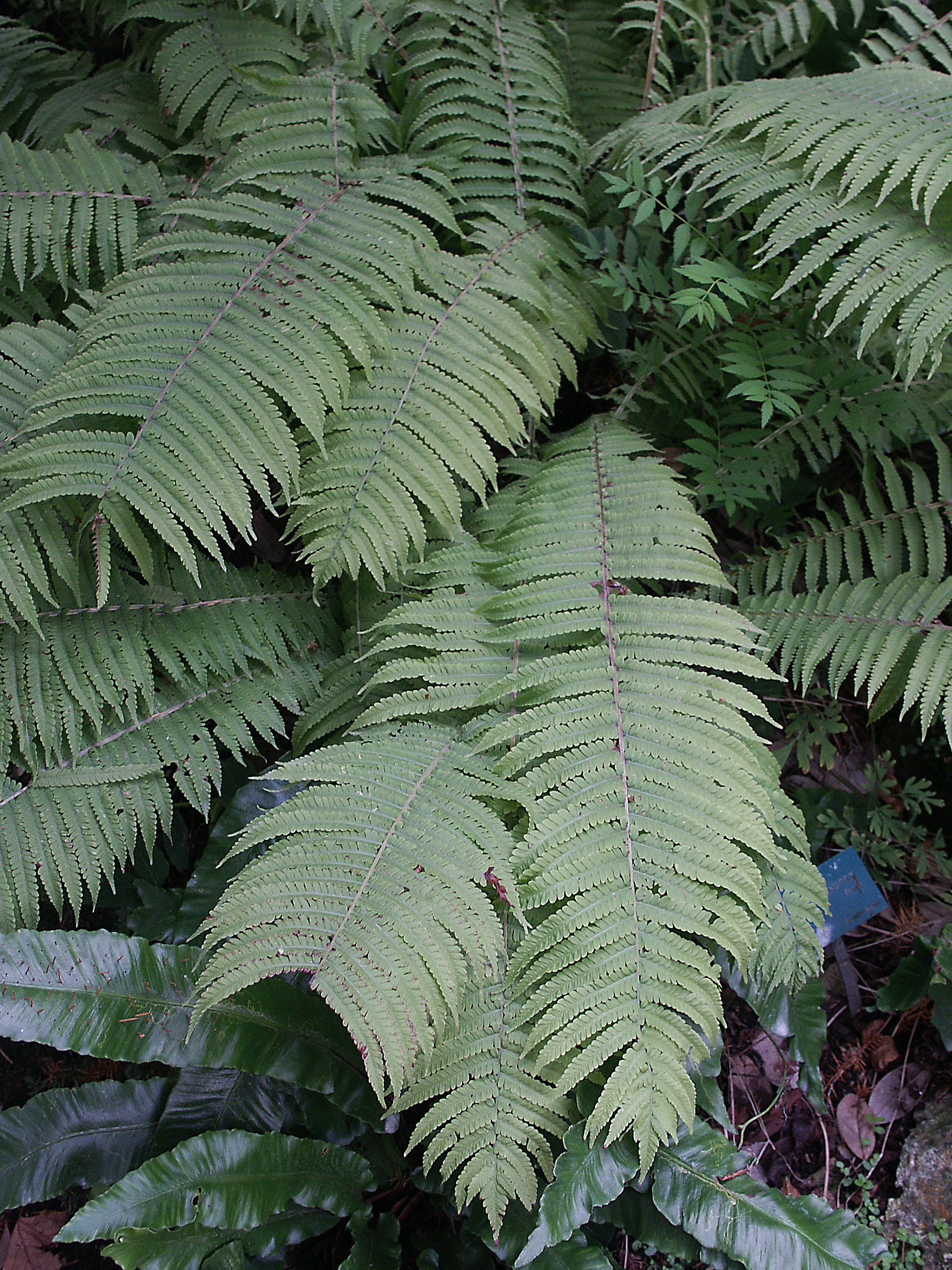
Frondes stériles en fin d'été.
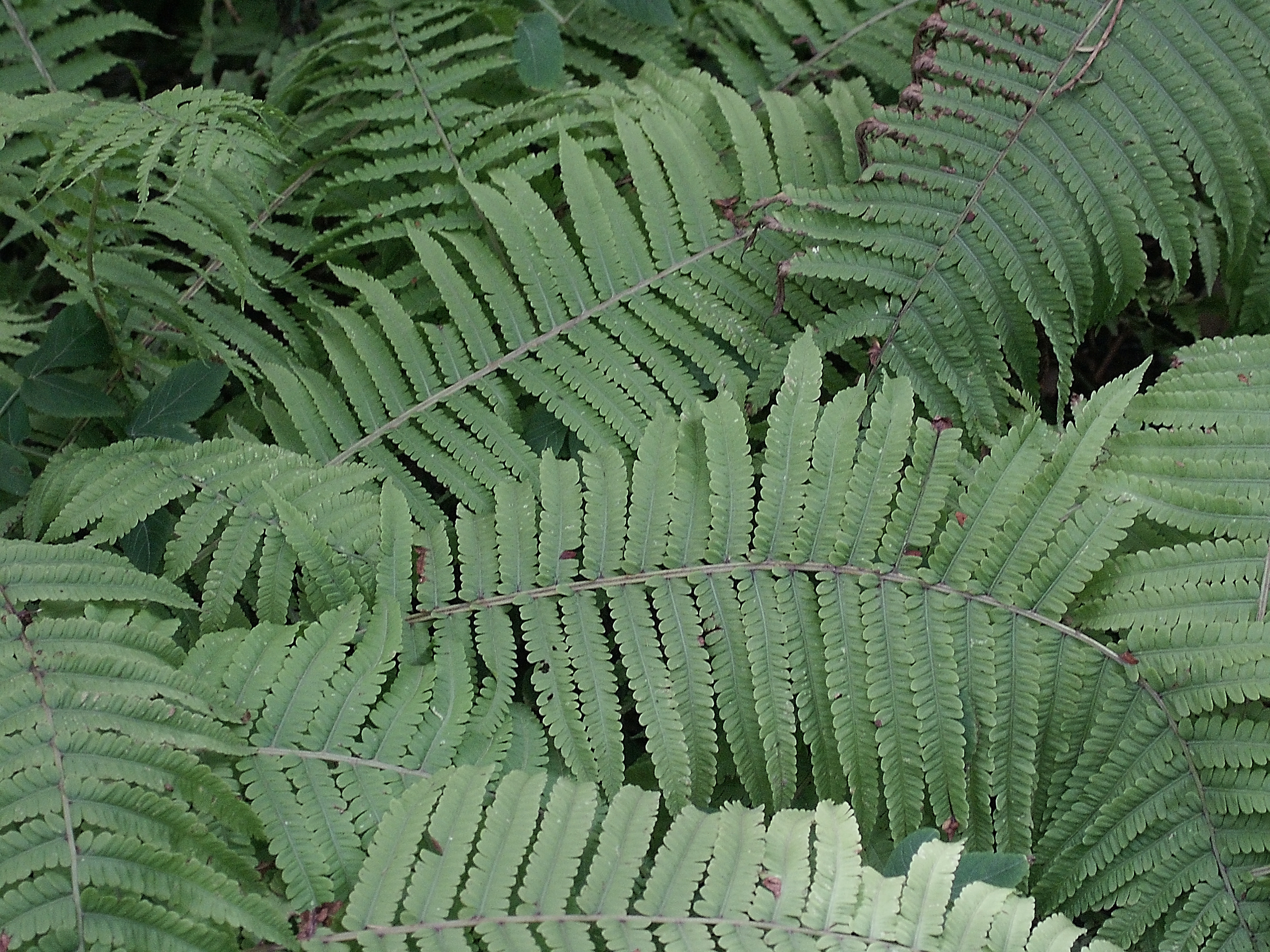
Frondes stériles, détail.
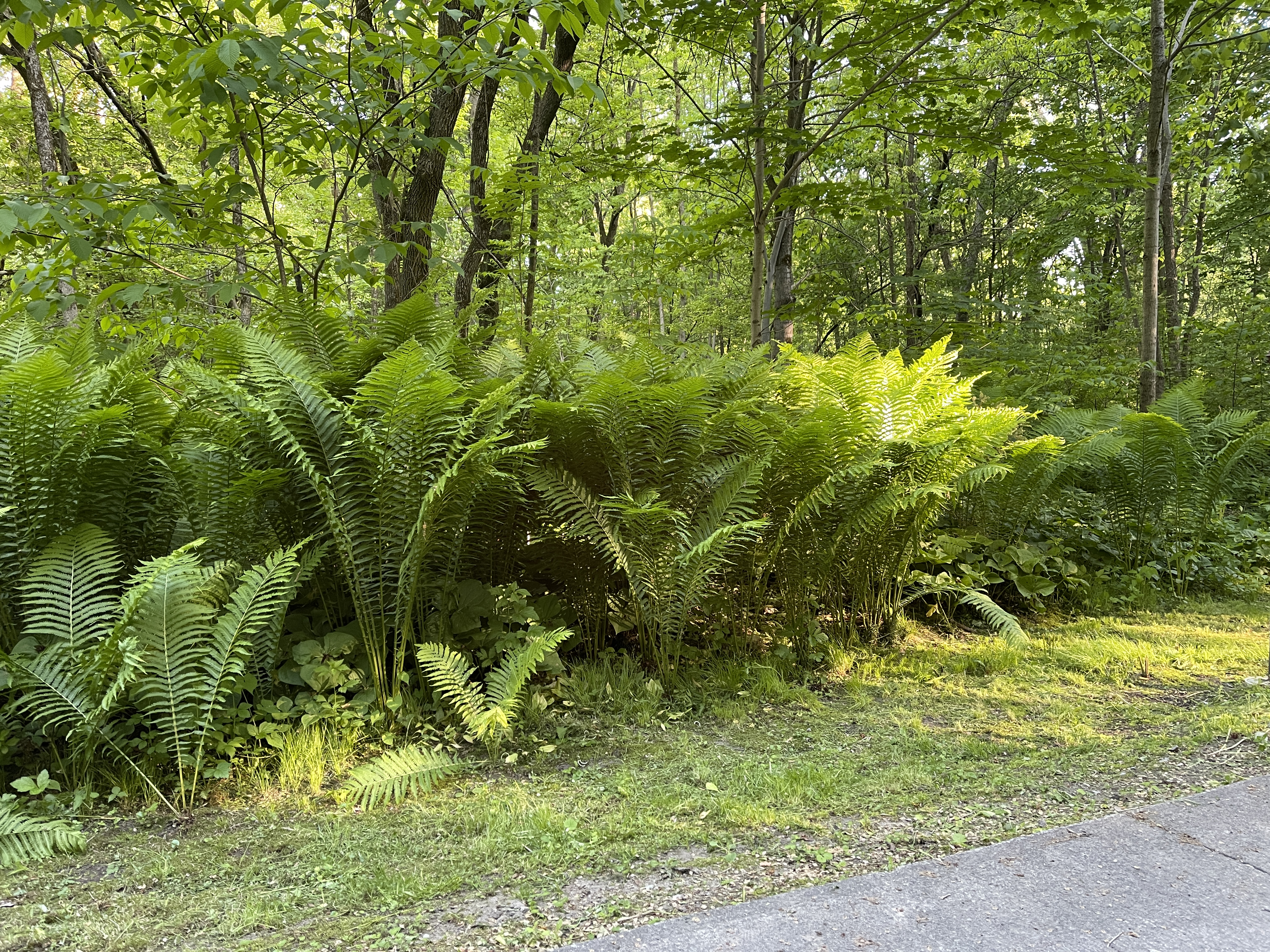
Matteuccia struthiopteris, Sainte-Anne-de-la-Pérade, Québec, Canada